# Børge Ring
Børge Ring (født 17. februar 1921 i Ribe, død 27. december 2018 i Overlangel) var en dansk, Oscar-belønnet instruktør og animator, bedst kendt for at have instrueret et par Oscar-nominerede kortfilm.
Ring arbejdede som animator på en lang række store, internationale produktioner, og var i en lang årrække bosat i Holland.
Til den danske tegnefilm Valhalla (1986) skabte han sekvensen, hvor de tre børn bygger en træhytte og hygger sig med en "fløjtesang", som Ring selv komponerede.

## Kortfilm instrueret af Ring
- Oh My Darling (1978) (Oscar-nomineret)
- Anna & Bella (1984) (Oscar-belønnet)
- Run of the mill (Møllen drejer) (1999)

## Udvalgte film delvis animeret af Ring
- Astérix et Cléopâtre (1968)
- Les douze travaux d'Astérix (1976)
- La flûte à six schtroumpfs (1976)
- La ballade des Dalton (1978)
- Heavy Metal (1981)
- Als je begrijpt wat ik bedoel (1983)
- Curse of the Pink Panther (1983)
- Eventyret om den vidunderlige kartoffel (1985)
- Astérix chez les Bretons (1986)
- Valhalla (1986)
- Le big-Bang (1987)
- Merry Quarkmas (1987)
- Astérix et le coup du menhir (1989)
- Werner - Beinhart! (1990)
- We're Back! A Dinosaur's Story (1993)
- Asterix in America (1994)
- Aberne og det hemmelige våben (1995)
- Kleines Arschloch (1997)
- Käpt'n Blaubär - Der Film (1999)
- Werner - Gekotzt wird später! (2003)